# Siegfried Unseld
Karl Siegfried Unseld (Ulm, 28 de setembre de 1924 - Frankfurt del Main, 26 Octubre de 2002) va ser un editor alemany. Des de 1959 fins a la seva mort va dirigir l'editorial Suhrkamp.

## Vida

### Orígens familiars
Siegfried Unseld era fill de l'oficinista Ludwig Unseld i de la seva dona Maria Magdalena Kögel, anomenada Lina. Va tenir un germà —Walter— quatre anys més petit.

### Escolarització i servei militar
Unseld va ser escolaritzat a Ulm. El juny de 1933 es va afiliar a les Joventuts Hitlerianes. Allí va conèixer a Hans Scholl, que s'hi va incorporar poc després d'ell.
Des de 1935 Unseld va assistir al Realgymnasium am Blauring (actualment Schubart-Gymnasium) a Ulm. El 20 d'octubre de 1942 va acabar el curs prematurament per a poder-se incorporar a l'exèrcit. El Nadal de 1942 es va incorporar a l'Armada i es va formar com a operador de ràdio a Aurich. A l'estiu de 1943, Unseld va ser destinat a Crimea. Quan l'armada soviètica va reconquerir la posició que defensava Unseld, prop de Sebastopol, va poder salvar-se llençant-se al mar, on hores més tard va ser recollit per una llanxa ràpida alemanya. A mitjans de maig de 1944 va ser traslladat a Varna (Bulgària) i després a Grècia. Va poder passar el Nadal de 1944 a Ulm.

### Anys d'aprenentatge

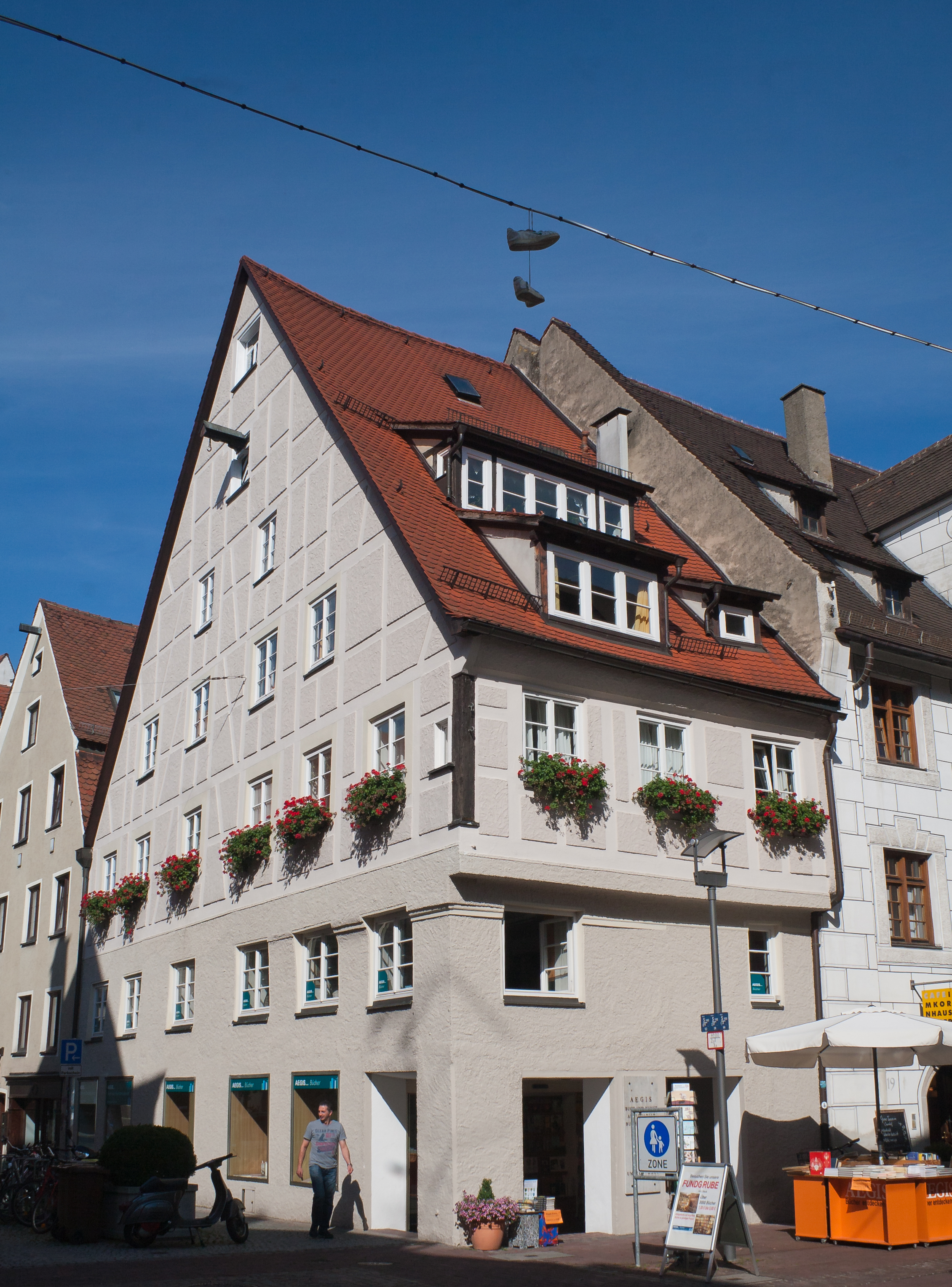
Seu de la Aegis-Verlag, a Ulm, on Siegfried Unseld va fer el seu aprenentatge professional.

Unseld va viure el final de la guerra a Flensburg; el gener de 1946 va retornar a la seva ciutat natal. L'octubre del mateix any va començar l'aprenentatge com a dependent de llibreria a l'Aegis-Verlag d'Ulm. L'estiu de 1946 va obtenir el seu títol de batxiller, amb un treball de final d'estudis sobre el tema «Faust i Wagner: dues persones, dos mons». El setembre de 1947, Unseld va aprovar l'examen de la Cambra de Comerç i Indústria de Stuttgart. Un dels examinadors va ser l'editor Paul Siebeck, propietari de l'editorial J.C.B. Mohr Verlags de Tübingen.

### Inicis de la carrera professional compaginats amb el estudis
Convençut de la vàlua d'Unseld, Siebeck el va contractar el mateix dia de l'examen. Unseld va acceptar l'oferta i, en paral·lel al seu treball, l'octubre de 1947 va començar a estudiar alemany, filosofia i biblioteconomia a la universitat. Un dels seus professors a la universitat va ser el filòsof Wilhelm Weischedel (1905-1975), que des del principi li va donar suport.
El 14 d'abril de 1951 Unseld es va casar a la catedral d'Ulm amb Hildegard Schmid, professora d'economia domèstica. La parella va tenir dos bessons, que van morir aviat, i un fill, que arribaria ser l'editor Joachim Unseld .
Unseld va completar els seus estudis a la Universitat de Tübingen amb una tesi doctoral sobre Hermann Hesse, amb la qual va trencar una sèrie de normes. Per una banda, fins a 1951, era habitual treballar exclusivament sobre escriptors morts: a més, Hesse era un personatge controvertit. Un altre problema va sorgir quan el tutor de la tesi, Friedrich Beißner, va saber que Unseld ja es feia passar per Doktor en una carta a Hesse, tot i que encara no havia fet l'examen final. Beißner va posar a prova Unseld, probablement com a càstig, fent-li només preguntes sobre l'alt alemany antic, l'únic tema que Unseld mai no havia preparat.
El 24 de juliol de 1951 va tancar-se el procés doctoral i Unseld va rebre el títol acadèmic de Doctor en Filosofia. Walter Jens, Gerhard Storz, Johannes Poethen, Peter Meuer i Martin Walser van ser els seus col·legues de doctorat amb Beißner.

### Llibreter i feina a Suhrkamp
El mateix any, Unseld va començar a treballar com a llibreter a Heidenheim an der Brenz. El 23 d'octubre va reunir-se per primera vegada amb Peter Suhrkamp i el 7 de gener de 1952 ja va començar a treballar a la seva editorial. L'1 de gener de 1955 Suhrkamp va atorgar poders a Unseld i aquell mateix any ja va viatjar als EUA per primera vegada. Henry Kissinger havia organitzat de juliol a agost un seminari internacional a la Harvard Summer School of Arts and Sciencesn en el qual Unseld hi va poder participar gràcies a les cartes de recomanació de Hermann Hesse i Peter Suhrkamp.
Al voltant de 1955 Unseld va començar una relació sentimental prolongada amb Corinne Pulver, germana de l'actriu Liselotte Pulver. Amb Corinne va tenir una filla, Ninon Pulver, nascuda l'any 1959, actualment advocada a Ginebra (Ninon era el primer nom de la tercera dona d'Hermann Hesse).
L'1 de gener de 1958 Unseld es va convertir en soci de l'editorial. El factor decisiu va ser que Ullstein va voler evitar que se n'anés a la competència. Durant aquests anys Unseld va tenir contactes estrets amb gairebé tots els membres del Grup 47.

### Editor en solitari

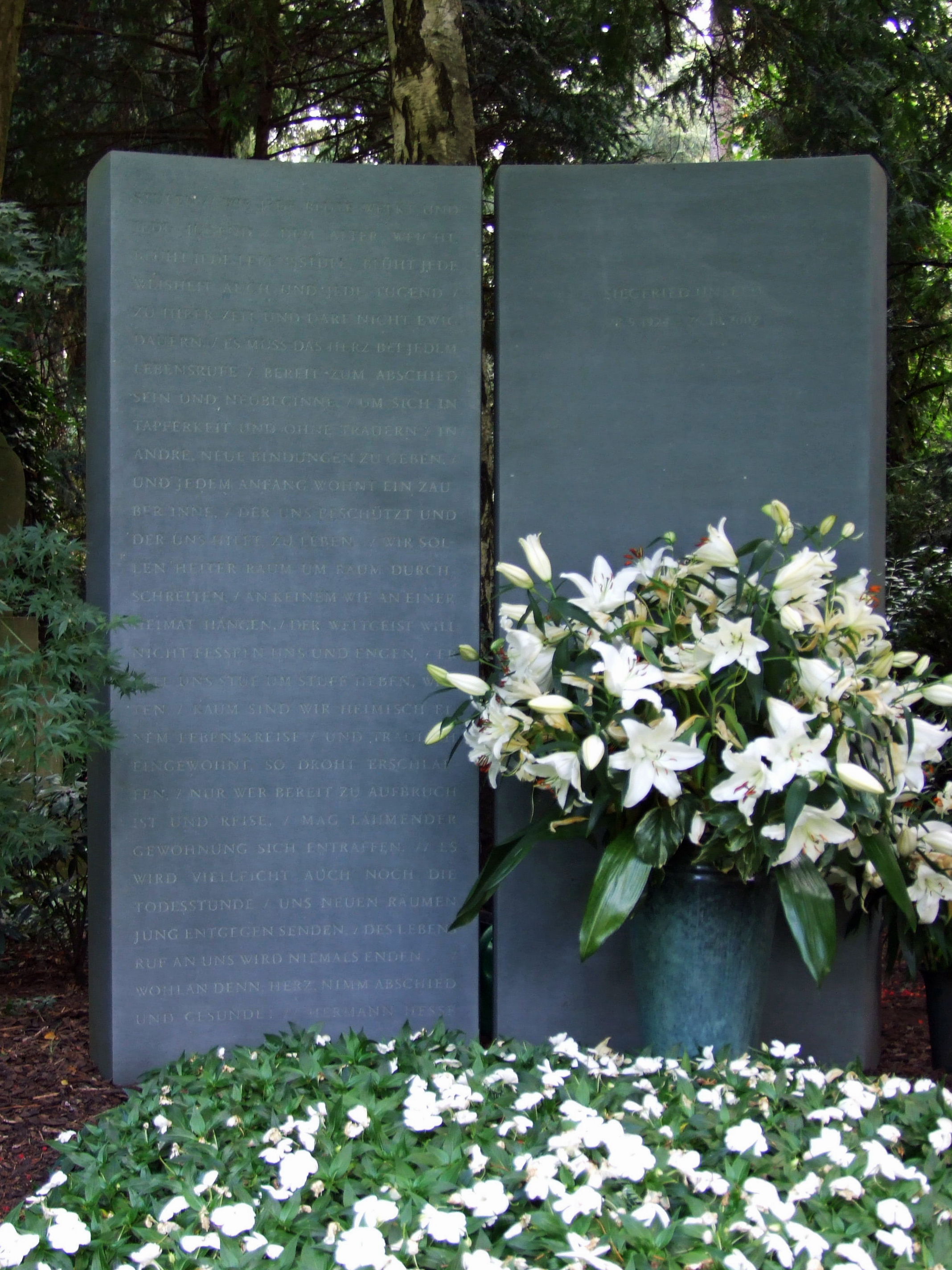
Tomba de Karl Siegfried Unseld en el cementiri de Frankfurt del Main

Després de la mort de Peter Suhrkamp el 1959, Unseld es va fer càrrec de l'editorial Suhrkamp com a editor únic.

#### Editorial Insel
Durant aquest temps, l'editorial d'Alemanya occidental Insel, que a partir de 1945 s'havia instal.lat a Wiesbaden -una part de l'editorial va romandre a Leipzig, a l'Alemanya de l'Est–, va traslladar-se a Frankfurt del Main. La situació financera era una mica difícil i la propietària Jutta von Hesler, filla del fundador Anton Kippenberg, va preferir vendre abans no fos massa tard. A través d'Hermann Hesse, Unseld va aconseguir que els altres socis, Peter Reinhart i Balthasar Reinhart de Winterthur, acceptessin un participació minoritària en la nova societat. El 19 de febrer de 1963, Suhrkamp va comprar Insel amb efectes retroactius a 1 de gener de 1963.

#### Editorial Nomos
L'1 de juliol del mateix any, Unseld va comprar l'editorial especialitzada en dret Lutzeyer, de Baden-Baden. Els actius més importants per a Suhrkamp eren les impremtes que posseïa Lutzeyer. Aquesta editorial continua comercialitzant amb el nom de Nomos Verlag. Atès que la facturació del Suhrkamp es va disparar durant els anys següents a l'adquisició, es pot dir que el soci suís, Reinhart, va fer un bon negoci.

#### Conflicte amb els lectors
El 1968 es va produir un conflicte entre Unseld i els lectors de l'editorial: Walter Boehlich, Urs Widmer, Karlheinz Braun, Klaus Reichert i Peter Urban. Esperonats per l'esperit del Moviment del 1968, els lectors van demanar un major poder de decisió i l'establiment d'una "Assemblea de Lectors" que participés en la presa de totes les decisions fonamentals. Unseld hi hauria de participar com a simple membre, de manera que hauria de renunciar estat privat del seu poder com a editor. Unseld va defensar la seva autoritat de decisió. Ho va poder fer sobretot perquè va aconseguir el suport d'autors destacats.
En la Suhrkamp Verlagsgeschichte 1950–1990 (1990) (La història de l'editorial Suhrkamp) el conflicte no va ser esmentat i, només el 2010, va aparèixer una crònica amb la versió d'Unseld dels fets. El 2011, antics lectors de l'editorials van publicar la seva versió al llibre Chronik der Lektoren. Von Suhrkamp zum Verlag der Autoren vor (Crònica dels lectors. De Suhrkamp a l'Editorial dels Autors).
Des que es va construir el Mur, Unseld va fer campanya per tal de garantir que als editors de la RDA els fos permés de presentar-se a la Fira del Llibre de Frankfurt. Se'ls hi va negar això durant anys.
El 28 de setembre de 1974 Unselds va complir 50 anys. La festa d'aniversari es va celebrar amb gran solemnitat a Königstein, l'últim lloc de residència de Suhrkamp. Gairebé 250 convidats hi van assistir. El filòsof Ernst Bloch va pronunciar el discurs principal i la vetllada va estar acompanyada musicalment per Milva, que va interpretar cançons amb textos de Brecht.

#### Editorial Deutscher Klassiker
L' editorial Deutsche Klassiker va ser fundada l'1 de juliol de 1981 com a filial d'Insel. Unseld va crear una comissió formada pels professors Reinhard Brinkmann, Wolfgang Frühwald, Reinhart Koselleck, Jochen Schmidt i Albrecht Schöne per supervisar el pla editorial. Els primers volums es van publicar l'any 1985.

#### Reorganització familiar
La matrimoni Unseld es va separar el 1985 a causa de les infidelitats continuades del marit. En aquell moment Unseld ja tenia una relació amb l'escriptora i antiga actriu Ulla Berkéwicz, amb qui es va casar el 1990. L'1 de gener de 1988 Joachim Unseld va entrar a l'editorial Suhrkamp com a soci paritari del seu pare. Al cap de poc, però, es va suscitar una acalorada discussió entre pare i fill. Com que els intents d'arbitratge de Hans Magnus Enzensberger, Martin Walser i Jürgen Habermas no van reeixir, Joachim Unseld va abandonar l'editorial l'any 1991. La disputa estava relacionada amb la creixent influència d'Ulla Berkéwicz en les decisions editorials.

#### Darrera etapa
Després de la unificació, Unseld, com a propietari d'Insel, va reivindicar els seus drets sobre l'Insel de Leipzig, que un any més tard van ser reconeguts. Unseld també va ser peça fonamental en les anomenades reclamacions per tiratges addicionals. Consistien en l'exigència de compensacions per als editors d'Alemanya Occidental per els tiratges superiors als què autoritzaven les llicències de publicació concedides als antics editors de l'Alemanya Oriental. Les compensacions havien de ser pagades en DM d'acord amb una paritat 1:1.
El 1999, la societat anònima suïssa Volkart Holding (membre del consell: Andreas Reinhart) va vendre part de les seves accions de la comanditària Suhrkamp i de la societat limitada Suhrkamp a Unseld, quan aquest disposava de prou liquiditat després de vendre's l'editorial Nomos, que pertanyia al grup Suhrkamp. Així Umseld assolia la majoria absoluta (és a dir, el 51%) de l'empresa, tot hi haver cedit prèviament el 20% de les accions de la comanditaria Suhrkamp al seu fill quan aquest va incorporar-se a l'empresa. Després de expulsar-lo i en no considerar-lo ja el seu successor, Unseld va crear l'any 1999 la Fundació Familiar Siegfried i Ulla Unseld per tal d'assegurar definitivament la seva successió.
A principis de 2002 Siegfried Unseld va emmalaltir greument, va patir un atac de cor a l'estiu i va morir la nit de 25 al 26 Octubre de 2002 a l'edat de 78 anys anys a casa seva, a Frankfurt del Main. Va ser enterrat al cementiri de Frankfurt del Main.
La seva segona esposa Ulla Berkéwicz i Martin Walser van abordar la biografia de Siegfried Unseld en un roman à clef.

## Llegat
El llegat de Siegfried Unseld es troba al Deutsches_Literaturarchiv_Marbach (Arxiu de literatura alemanya de Marbach). L'inventari de l'Arxiu Siegfried Unseld inclou els arxius de Suhrkamp Verlag (incloent Insel Verlag, Jüdischer Verlag i DeutscherKlassiker Verlag). A més, hi ha els béns personals de Siegfried Unseld i Peter Suhrkamp. Parts de l'arxiu es poden veure a l'exposició permanent del Museu de Literatura Moderna de Marbach.

## Honors i distincions
- 1967 Medalla commemorativa Hermann Hesse
- 1973 Creu al Mèrit 1a Classe de la República Federal d'Alemanya[5]
- 1977 Placa de Goethe de la ciutat de Frankfurt del Main
- 1979 Gran Creu al Mèrit de la República Federal d'Alemanya
- 1980 Doctor honoris causa per la Universitat de Washington, St. Louis
- 1981 Medalla Wilhelm Leuschner
- 1984 Premi Ricarda Huch de la ciutat de Darmstadt
- 1985 Doctor honoris causa per la Universitat Johann Wolfgang Goethe de Frankfurt del Main
- 1990 Ordre del Mèrit de Hesse
- 1993 Gran Creu al Mèrit amb Estrella de la República Federal d'Alemanya
- 1999 Premio Editore Europeo de la ciutat de Torí[6]
- 1999 Doctor honoris causa per la Universitat d'Hyderabad, Índia
- 1999 Premi de Cultura de l'estat de Hesse
- 1999 Medalla d'Or Goethe de la Societat Goethe de Weimar
- 2000 Medalla al mèrit de l'estat de Baden-Württemberg
- 2001 Medalla de Chevalier de l'Ordre des Arts et des Lettres
- 2002 Ciutadà d'honor de la ciutat de Frankfurt del Main.
- 2002: Medalla Hermann Hesse de la ciutat de Calw

## Premi Siegfried Unseld
En memòria de Siegfried Unseld, la Fundació Siegfried Unseld atorga el Premi Siegfried Unseld des de l'any 2004.

## Correspondència
- Uwe Johnson - Der Briefwechsel (La correspondència). Suhrkamp Verlag, Frankfurt del Main 1999, ISBN 978-3-518-41072-1 .
- "Ich bitte um ein Wort" ("Demano una paraula"): Wolfgang Koeppen - Der Briefwechsel (La correspondència). Suhrkamp, Frankfurt del Main 2006, ISBN 978-3-518-41768-3 .
- Peter Weiss – Der Briefwechsel (La correspondència). Suhrkamp, Frankfurt am Main 2007, ISBN 978-3-518-41845-1 .
- Thomas Bernhard - Der Briefwechsel (La correspondència). Suhrkamp, Frankfurt del Main 2009, ISBN 978-3-518-42213-7 .
- Peter Handke - Der Briefwechsel (La correspondència). Suhrkamp, Berlín 2012, ISBN 978-3-518-42339-4 .